# Rennes
Rennes (Bretons: Roazhon, Gallo: Resnn) is een stad in Frankrijk, in Bretagne. Het is de hoofdstad van het departement Ille-et-Vilaine en van de regio Bretagne. De gemeente telde 227.830 inwoners op 1 januari 2022. De stad is de tiende metropoolregio Frankrijk met ongeveer 690.000 inwoners (210.000 in de stad). De stad ligt aan de rivier de Vilaine.
De stad heeft twee universiteiten en een aantal hogere technische scholen, samen goed voor 63.000 studenten.

## Geschiedenis
Rennes was een Gallo-Romeinse nederzetting, Condate, en hoofdstad van de stam van de Redones. Tussen 275 en 300 kreeg deze stad een stadsmuur van 1200 m met daarin vier stadspoorten. De ommuurde stad was daarmee een stuk kleiner dan de eerdere stad. De stad kreeg de bijnaam De Rode/La Rouge wegens de kleur van haar bakstenen muren.
Vanaf de negende eeuw zetelden de graven van Rennes in de stad. Na de eenmaking van Bretagne, werden zij de hertogen van Bretagne. Het oude Rennes was helemaal omwald. De middeleeuwse stadsmuren volgden het tracé van de Romeinse stadsmuur. Omstreeks het midden van de 15e eeuw kwamen er nieuwe versterkingen waarvan de Portes moderlaises en de Tour Duchesne overblijfselen zijn. De rest van de stadsmuur werd vanaf de 17e eeuw ontmanteld.
Tijdens de successieoorlog van Bretagne verjoeg Du Guesclin in 1357 de Engelsen uit de stad. Anna van Bretagne nam in 1489 haar intrek in de stad en ze werd in de kathedraal Saint-Pierre gekroond tot hertogin van Bretagne. Vanaf 1561 was het Parlement van Bretagne gevestigd in Rennes. Het parlementsgebouw werd gebouwd in 1654. Door zijn te onafhankelijke houding werd het parlement tussen 1675 en 1689 verplaatst naar Vannes.
In 1720 was er een grote stadsbrand waarin veel van de traditionele eikenhouten huizen afbrandden. De getroffen stadsdelen werden onder leiding van de koninklijke urbanist Jacques Gabriel heropgebouwd, in een vierkantspatroon met uniforme, stenen façades. Tussen 1882 en 1978 was Rennes een centrum voor de productie van mozaïeken, door de familie Odorico afkomstig uit Friuli.
In de Tweede Wereldoorlog werd Rennes zwaar gebombardeerd en na de oorlog begon een groot urbanisatieprogramma met nieuwe wijken en nieuwe gebouwen.

## Bezienswaardigheden
- Kathedraal Saint-Pierre, gebouwd in de achttiende en negentiende eeuw met een classicistische façade.
- Basiliek Saint-Sauveur, gebouwd in de achttiende eeuw.
- Notre-Dame of Saint-Melaine kerk, gebouwd in de veertiende eeuw die ligt naast het stadspark jardin du Thabor.
- Voormalige abdij Saint-Georges, heropgebouwd in de zeventiende eeuw.
- Saint-Germain kerk, gebouwd in de vijftiende en zestiende eeuw (hooggotiek).
- Parlement van Bretagne, gebouwd in de zeventiende eeuw naar plannen van architect Salomon de Brosse. In de achttiende eeuw zetelde hier de "cour de Justice" van Bretagne en vanaf 1804 zetelde hier het Hof van Beroep. Het interieur is versierd met houtsnijwerk en schilderijen. Charles Errard werkte als decorateur aan het interieur. Opmerkelijk is de "Grand'Chambre" met een plafondschildering. Het gebouw werd in februari 1994 geteisterd door een brand.
- Stadhuis in de stijl van Lodewijk XV.
- Palais des musées
- Maison des radios (1960)
- Palais du Commerce aan de place de la République, gebouwd tussen 1886 en 1929.
- Hôtel du Molant, stadspaleis met een monumentale trap en plafondschildering.
- Maison Ti-Koz, vakwerkhuis gebouwd in 1505
- Piscine Saint-Georges (1926), met mozaïeken van de familie Odorico.
- Opéra, een theater in Italiaanse stijl met een ronde façade versierd met standbeelden van Apollo en de Muzen, gebouwd in 1836.

### Galerij

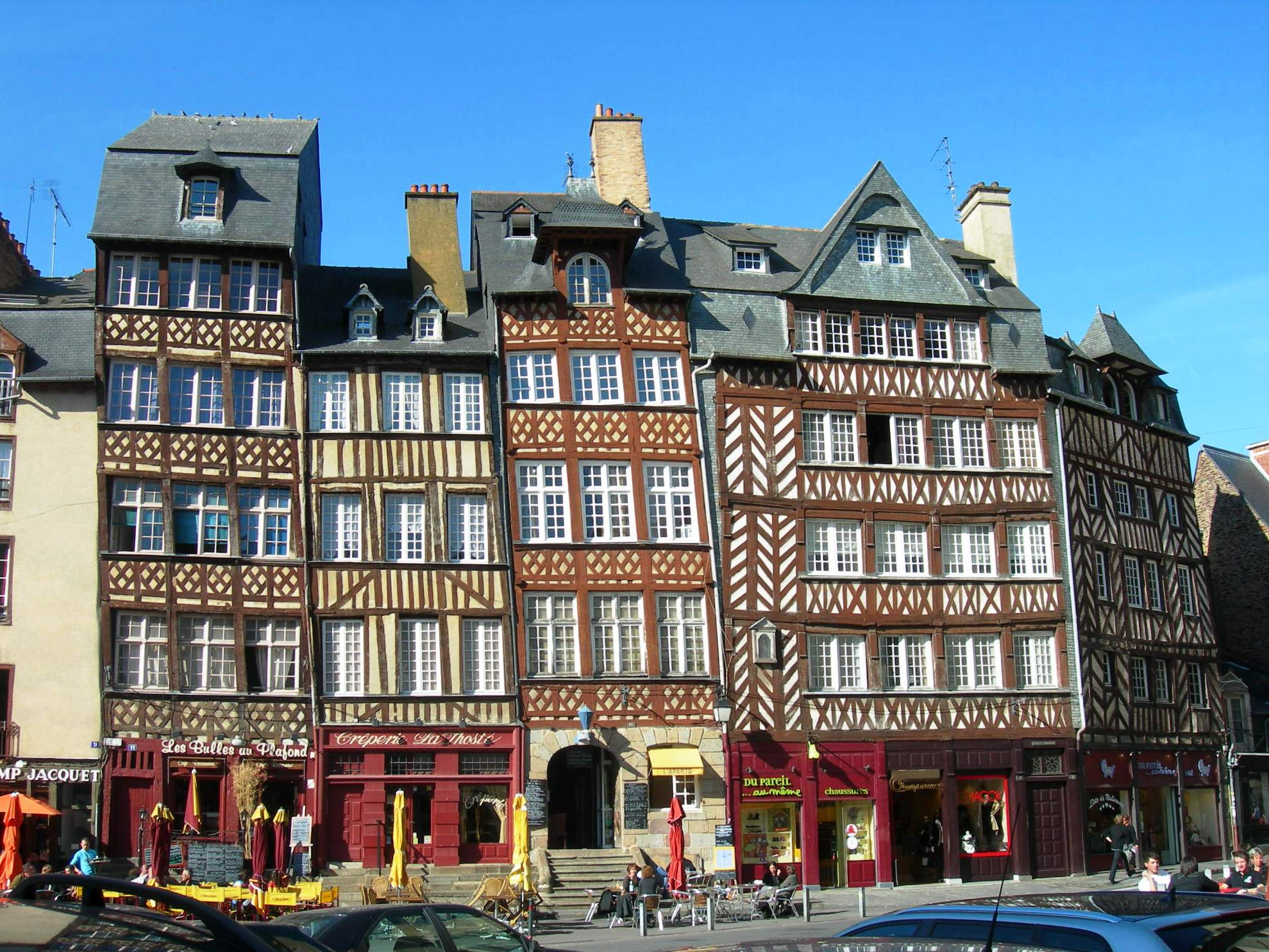
Palais Saint-Georges
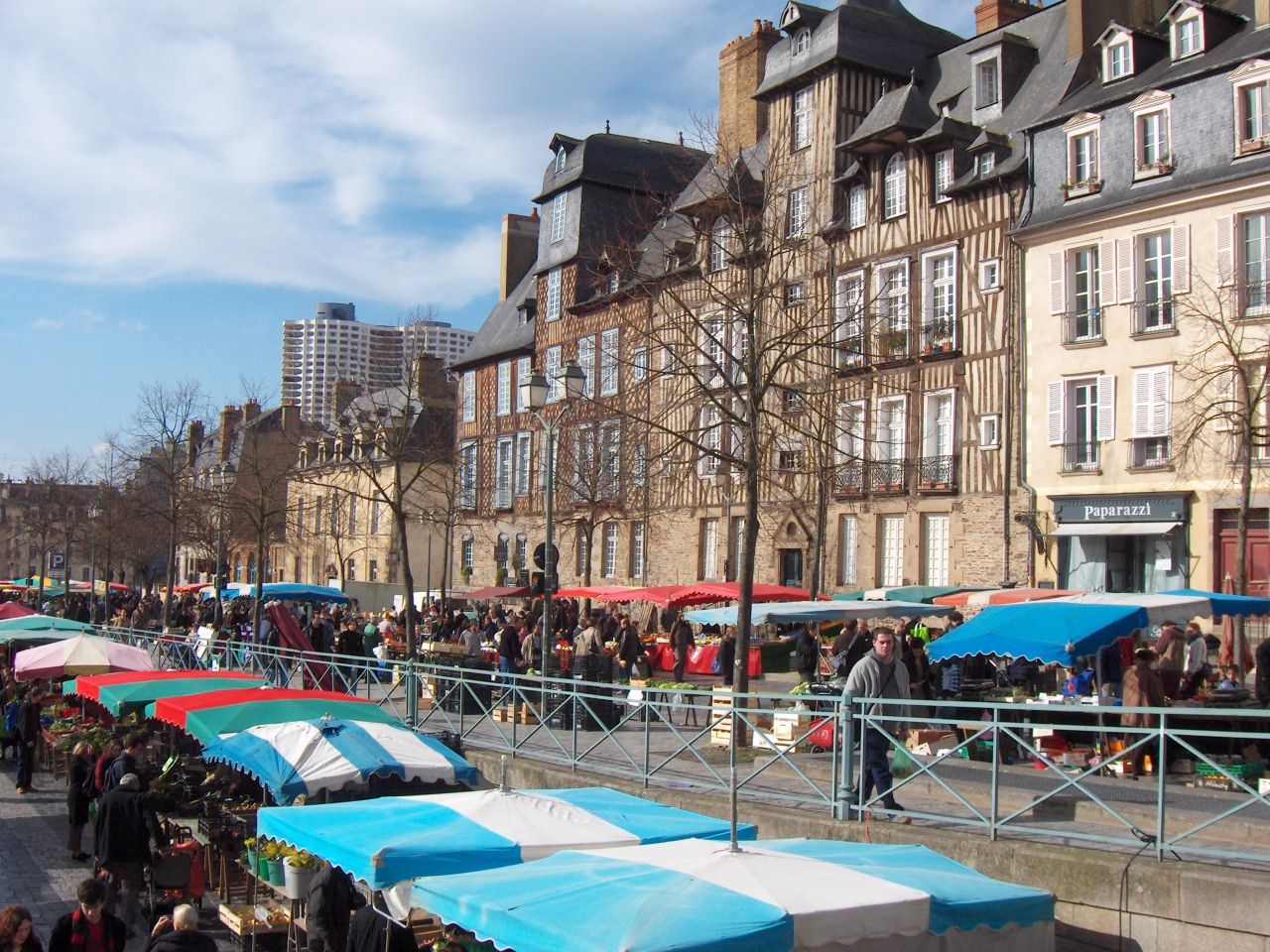
Marché des Lices
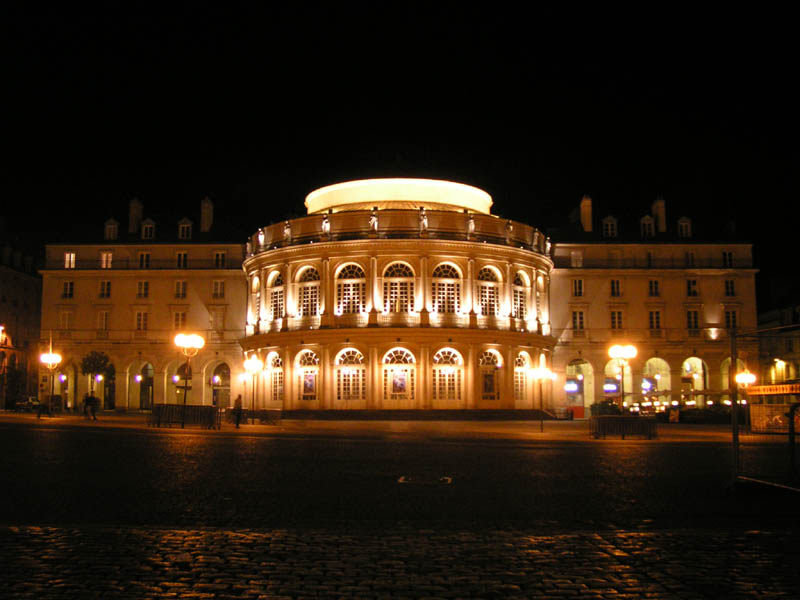
Opéra van Rennes
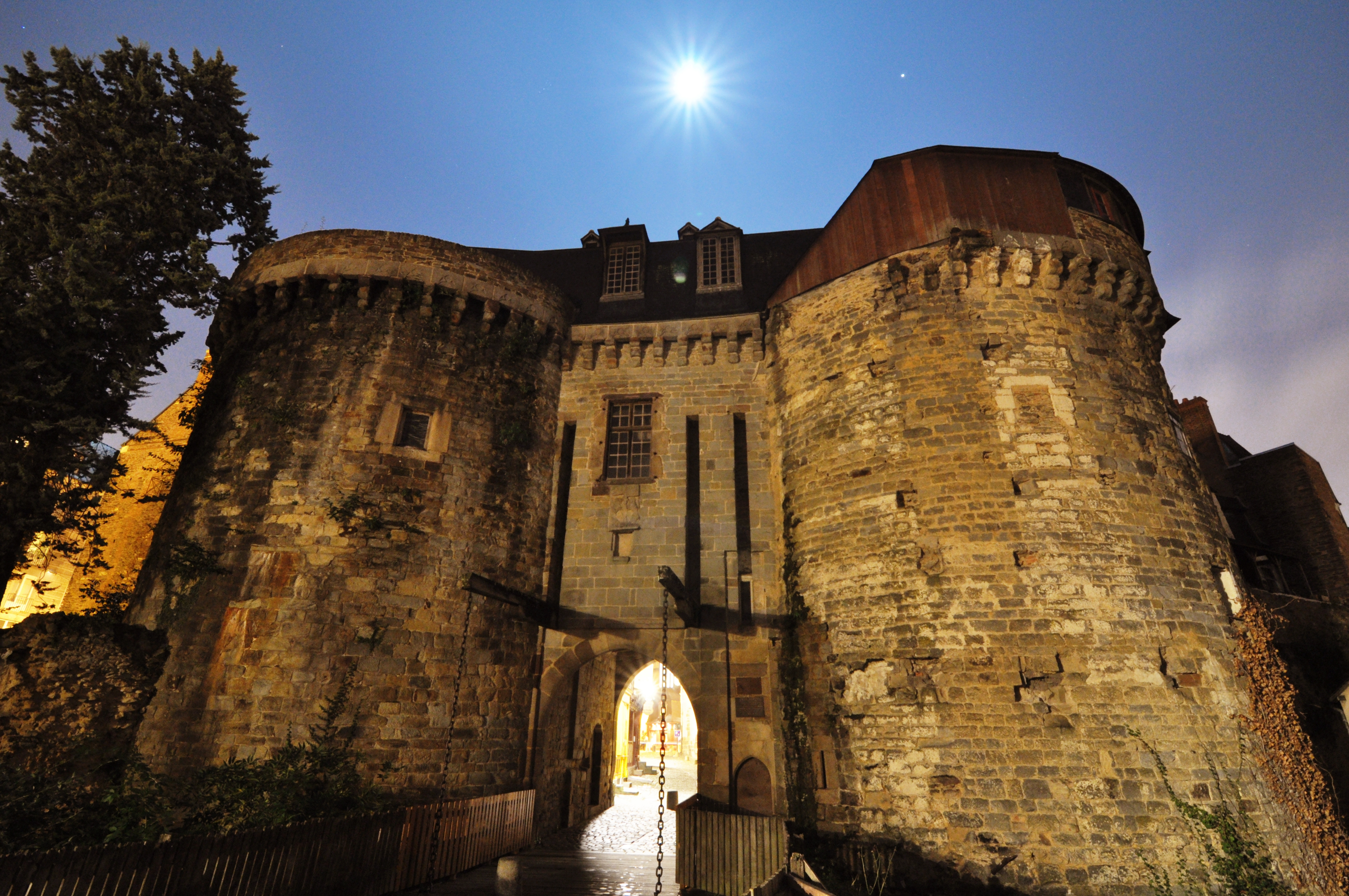
Porte Modelaise
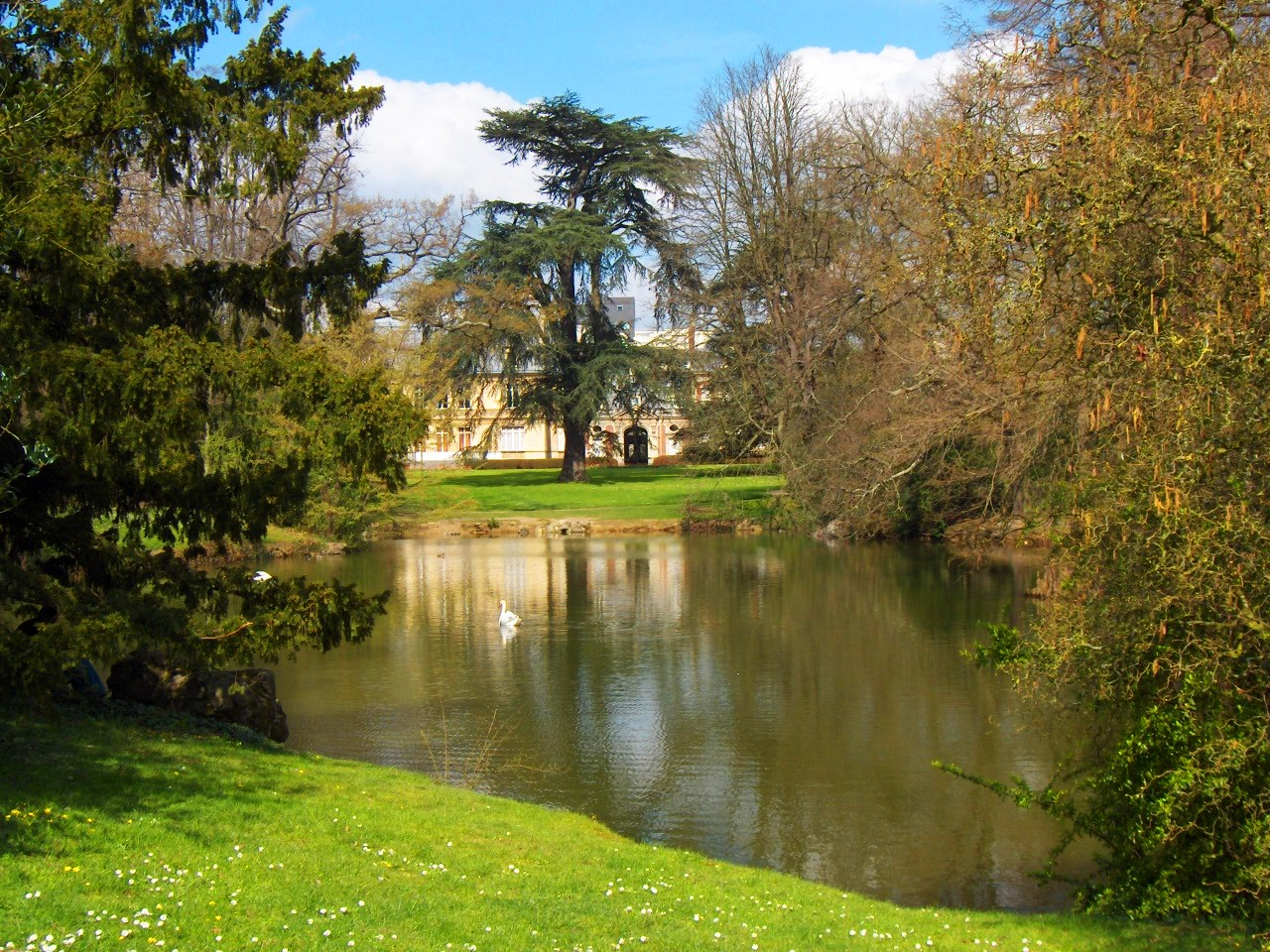
Lac du parc Oberthür

## Verkeer en vervoer
Rennes is goed te bereiken dankzij goede snelwegen en treinverbindingen. Met de hogesnelheidstrein is het slechts 2 uur reizen vanaf Parijs. In de gemeente ligt station Rennes. Voor het openbaar vervoer in de stad is er sinds 2002 niet alleen een bussysteem, maar ook een eerste metrolijn van het type VAL. Rennes heeft ook een internationale luchthaven: Rennes Bretagne (Saint-Jacques).

### Openbaar vervoer

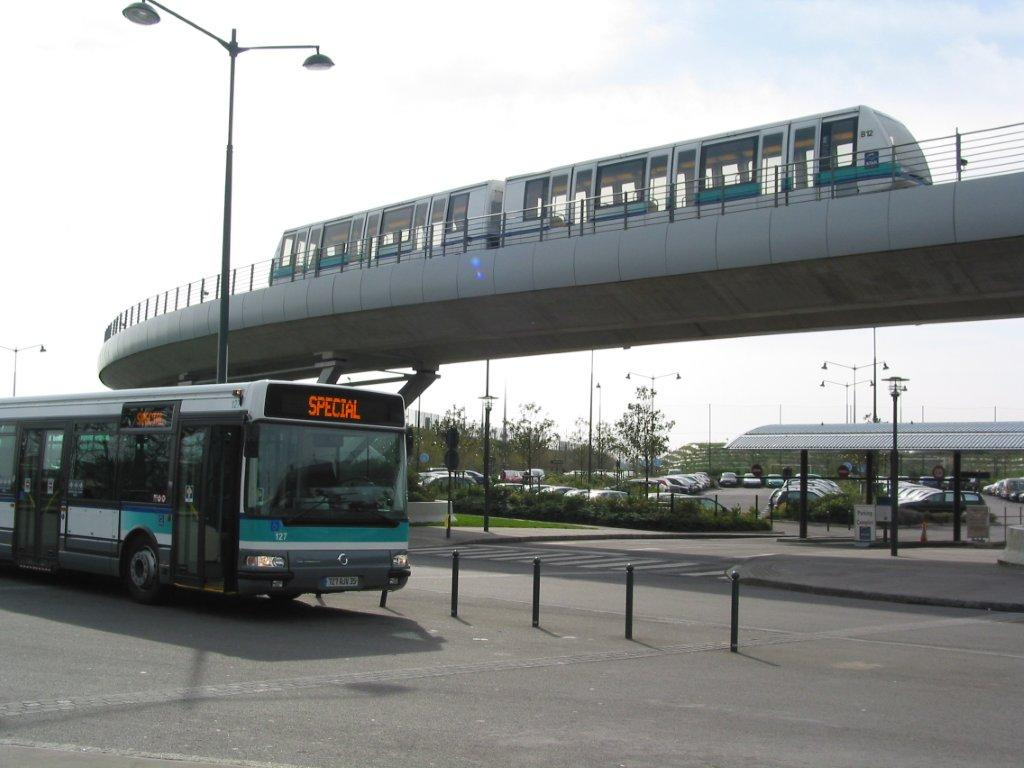
Bus- et metrostation Poterie

Lokaal vervoer is voornamelijk gebaseerd op een uitgebreid busnetwerk (65 lijnen) en een metrolijn, die werd ingehuldigd in maart 2002 en die €500 miljoen kostte om te bouwen. De metrolijn van het type VAL is 9.4 km lang en heeft 15 stations, waaronder het station La Poterie ontworpen door architect Norman Foster. In 2014 begon men met het bouwen van een tweede metrolijn in de stad, lijn B. De lijn is sinds September 2022 operationeel en gebruikt Cityval voertuigen geproduceerd door Siemens.

### Fietsen
Rennes biedt een fietssysteem met 900 fietsen (genaamd vélo STAR). Rennes bood het eerste moderne systeem van fietsdelen aan in Frankrijk (1998).

### Wegennetwerk
De stad is een belangrijk knooppunt in het wegennet van Bretagne en is omgeven door een ringweg: de Rocade (Rijksweg 136). De aanleg van de rondweg is in 1968 begonnen en voltooid in 1999. Hij is 31 kilometer lang. De rondweg biedt verbindingen met lokale en regionale wegen. Over de weg zijn Saint-Malo in 45 minuten, Nantes in 1 uur, Brest in 2 uur en 30 minuten, Parijs in 4 uur, Bordeaux in 5 uur en Brussel in 6 uur en 30 minuten bereikbaar.

### Spoornetwerk
Rennes heeft een groot treinstation, station Rennes, geopend in 1857. Sinds 2 juli 2017, na de opening van de spoorlijn Connerré - Rennes, duurt de treinrit naar Parijs 1 uur en 27 minuten met de TGV. Er zijn treinverbindingen naar andere grote steden in Frankrijk, zoals Lyon, Marseille, Lille en Straatsburg. Rennes is ook een belangrijk spoorwegstation voor regionaal vervoer in Bretagne. Het Bretagne TER bieden koppelingen naar Saint-Malo, Nantes, Redon, Vitré, Saint-Brieuc, Vannes, Laval, Brest en vele andere regionale steden. Ook ligt het metrostation Gare station van de Metro van de VAL-Rennes bij het station.

### Vliegveld
Rennes heeft ook het vliegveld Rennes Bretagne (Saint-Jacques), gelegen op 7 kilometer van het centrum ten zuidwesten in de gemeente Saint-Jacques-de-la-Lande. Er zijn regelmatige of seizoensgebonden vluchten naar Parijs-Charles de Gaulle, Lyon, Marseille, Nice, Toulouse, Barcelona, Palma de Mallorca, Rome-Fiumicino, Southampton, Dublin, Exeter, Manchester, Amsterdam Schiphol, Madrid Barajas, Birmingham en London.

## Economie

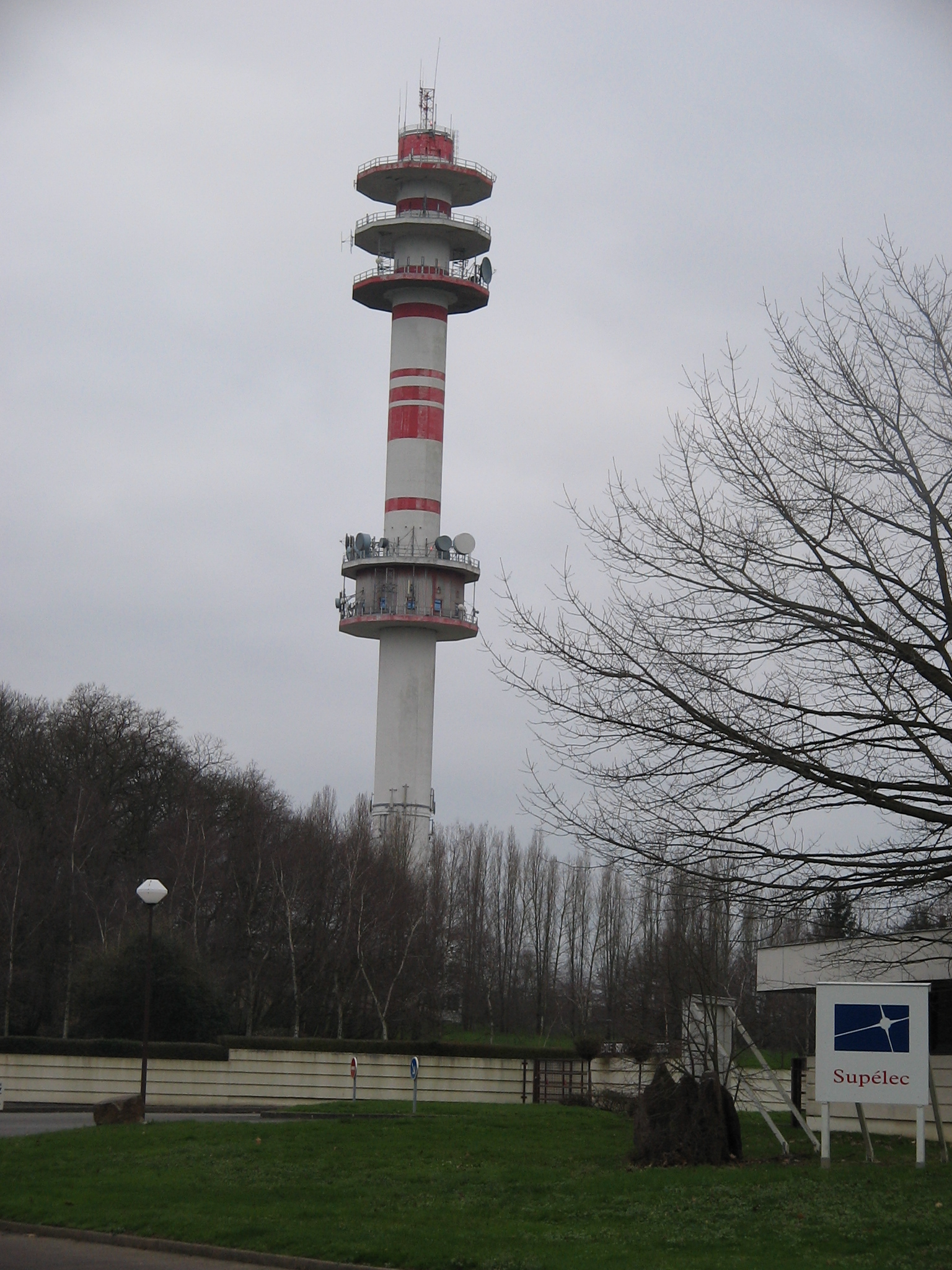
Technopole Atalante

In Rennes vindt men onder andere auto-industrie, agro-industrie en telecommunicatiebedrijven.
Het grote ICT bedrijf Orange (ex-France Telecom) is de grootste particuliere werkgever met 4800 mensen. PSA Peugeot Citroën, is de op een na grootste particuliere werkgever in het grootstedelijk gebied van Rennes, met 4000 mensen. PSA opende een fabriek in La Janais in Chartres-de-Bretagne in 1961. Technicolor, actief in televisies, stelt meer dan 500 mensen te werk.
In een paar jaar werd Rennes een van de belangrijkste centra in de hightech en digitale industrie. De stad is gastheer van een van de eerste Technopolen gevestigd in Frankrijk: Rennes Atalante, waarin meer dan 20.000 mensen werkzaam zijn. Een aantal andere bedrijven en onderzoekscentra op het gebied van internet, telecommunicatie en televisietechniek werkt samen in een innovatiepole. Rennes heeft de op een na grootste concentratie van digitale en ITC-bedrijven in Frankrijk na Parijs (met bekende bedrijven en startups zoals Atos, SFR, Neosoft, Orange S.A., France Telecom, Ericsson, harmonic france, STMicroelectronics, Technicolor R & D, Ubisoft, Regionsjob, Capgemini, OVH, Dassault Systèmes, Delta Dore, Canon, Artefacto, Enensys Technologies, Astellia, Mitsubishi Electric R & D Europa, Digitaleo, Alcatel-Lucent, Kelbillet, Texas Instruments, Sopra Group, Niji, Thales, Nemeus of Logica. Rennes was een van de eerste Franse steden voor het ontvangen van het Franse Tech-label in november 2014. Bovendien, Rennes was gastheer aan het derde openbare onderzoekspotentieel in digitale en ITC sectoren in Frankrijk na Parijs en Grenoble, met 3000 mensen die werken in tien laboratoria, zoals IRISA, IETR, IRMAR, DGA-MI (cyberdefense) en SATIE.
Het is ook de derde innovatiepole in de Franse agrofoodindustrie met bedrijven als Lactalis Triballat Sojasun, Coralis, Panavi, Bridor, Claude Léger, Loïc Raison, Groupe Roullier, Sanders, een agro-campus (Agrocampus Ouest) en een grote internationale en professionele expo, elk jaar in september.
Andere grote ondernemingen gelegen in Rennes omvatten het restaurant-conglomeraat Groupe Le Duff (eigenaren van de Bruegger, La Madeleine, Brioche Dorée, Mimi's Cafe, Timothy World Coffee, de Franse krant Ouest France en Samsic Service.

## Onderwijs

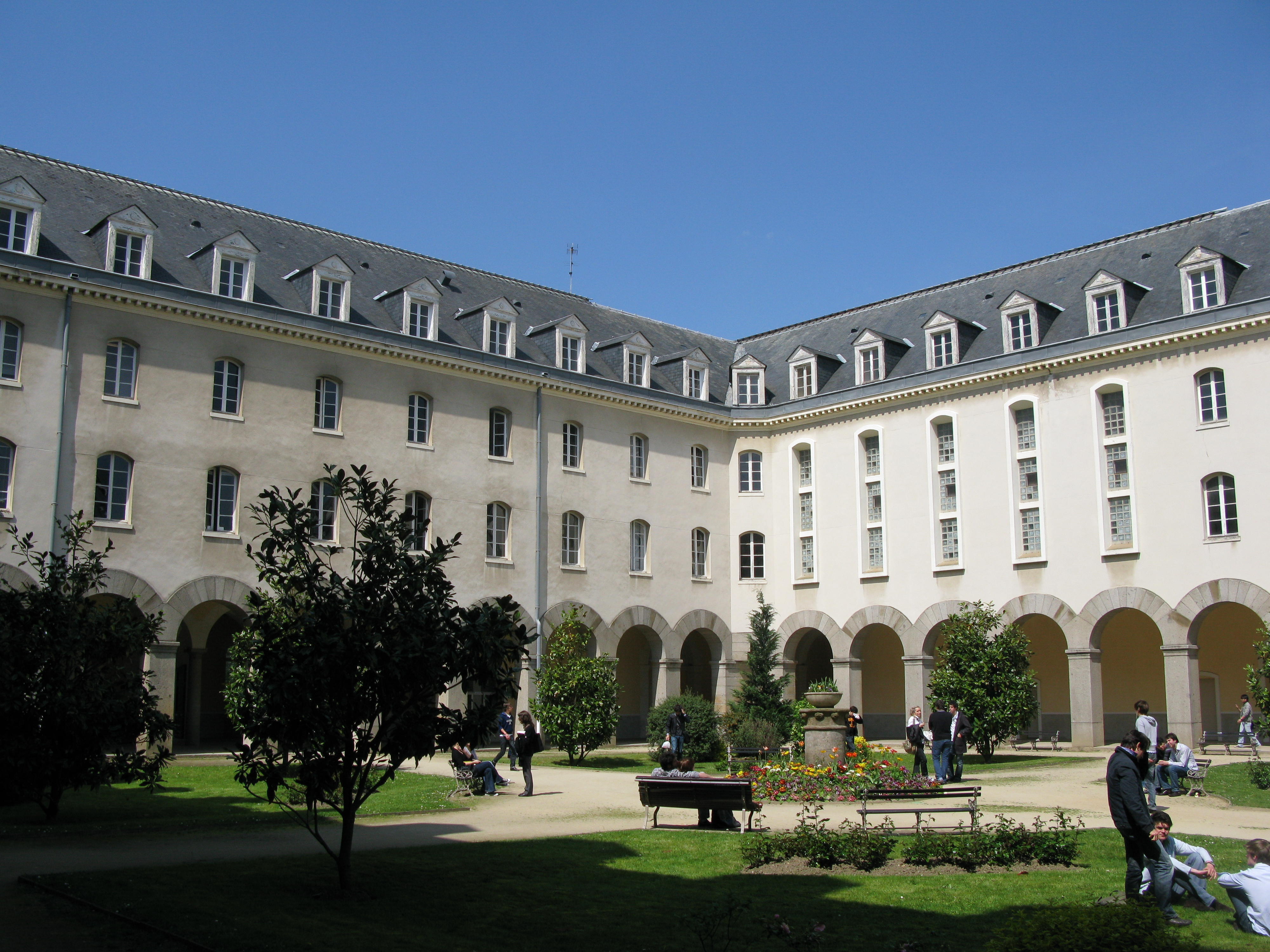
Universiteit van Rennes I

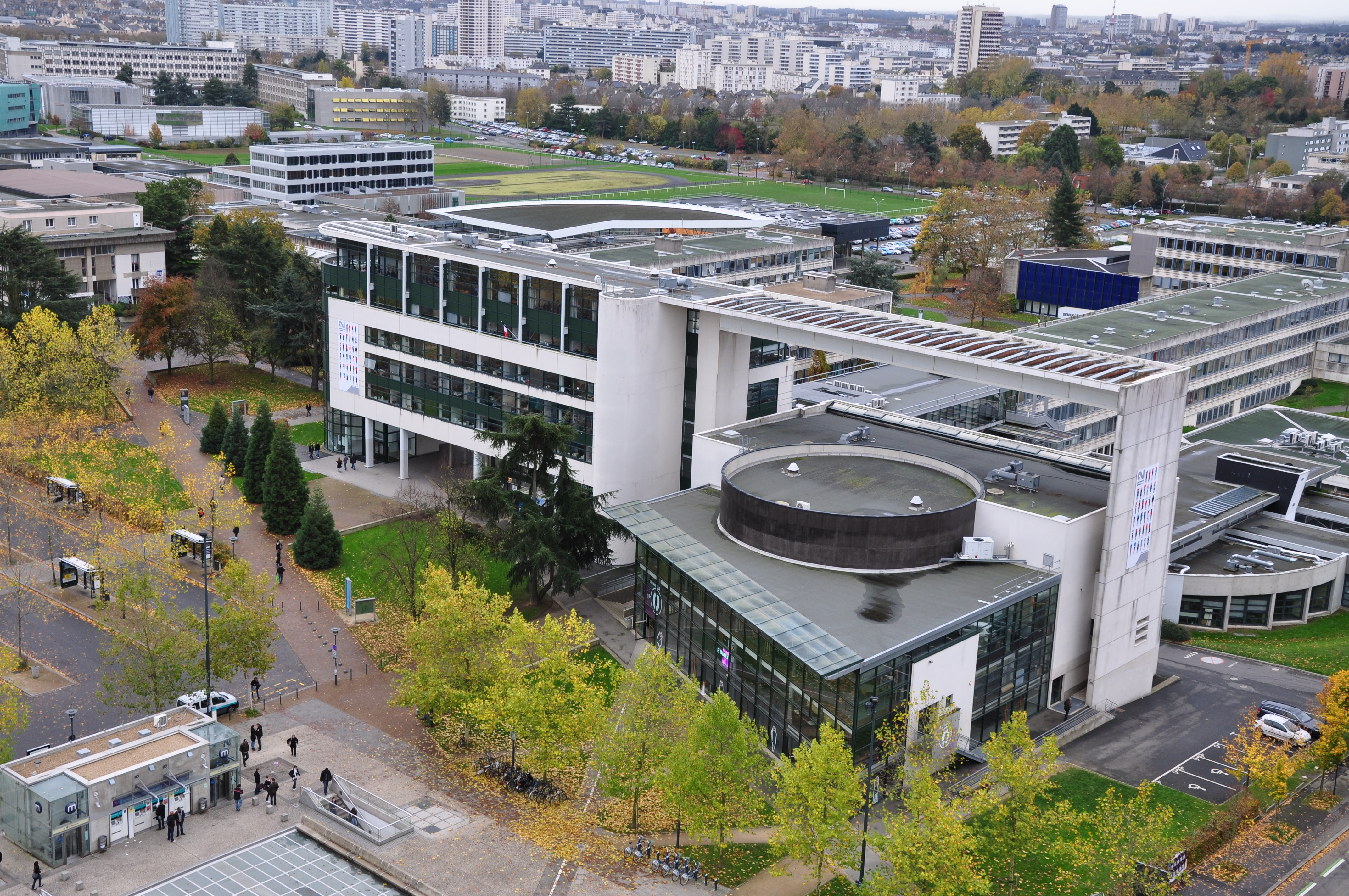
De campus van Villejean

De agglomeratie van Rennes heeft een grote studentenpopulatie (rond 63.000).
De stad heeft twee belangrijke universiteiten; Universiteit van Rennes I, die cursussen in natuurwetenschappen, technologie, geneeskunde, filosofie, rechten, beheer en economie aanbiedt, en Universiteit van Rennes II, die cursussen in de richtingen kunst, literatuur, talen, communicatie, humane en sociale wetenschappen en sport aanbiedt.
Er zijn enkele Écoles Supérieures in Rennes, zoals de École Normale Supérieure de Rennes op de Ker Lann campus, net buiten Rennes, het Institut d'études politiques de Rennes of de Rennes School of Business. Er zijn ook takken van École Supérieure d'Électricité en Telecom Bretagne in het oosten van de stad (Cesson-Sévigné), een campus van École pour l'informatique et les nouvelles technologies, een campus van École pour l'informatique et les techniques avancées, en de grande école Institut National des Sciences Appliquées, die naast de École Nationale Supérieure de Chimie de Rennes ligt.
Het onderzoeksinstituut voor informatica en toegepaste wiskunde IRISA bevindt zich op de campus van de Université des Sciences, vlak bij Cesson-Sévigné. De Délégation Générale pour l'Armement (defensie) exploiteert het CELAR Research Centre, gewijd aan elektronica en informatica, in Bruz, een naburige stad. Daarnaast is er de Katholieke Universiteit van Rennes (Institut Catholique de Rennes), opgericht in 1989.

## Sport

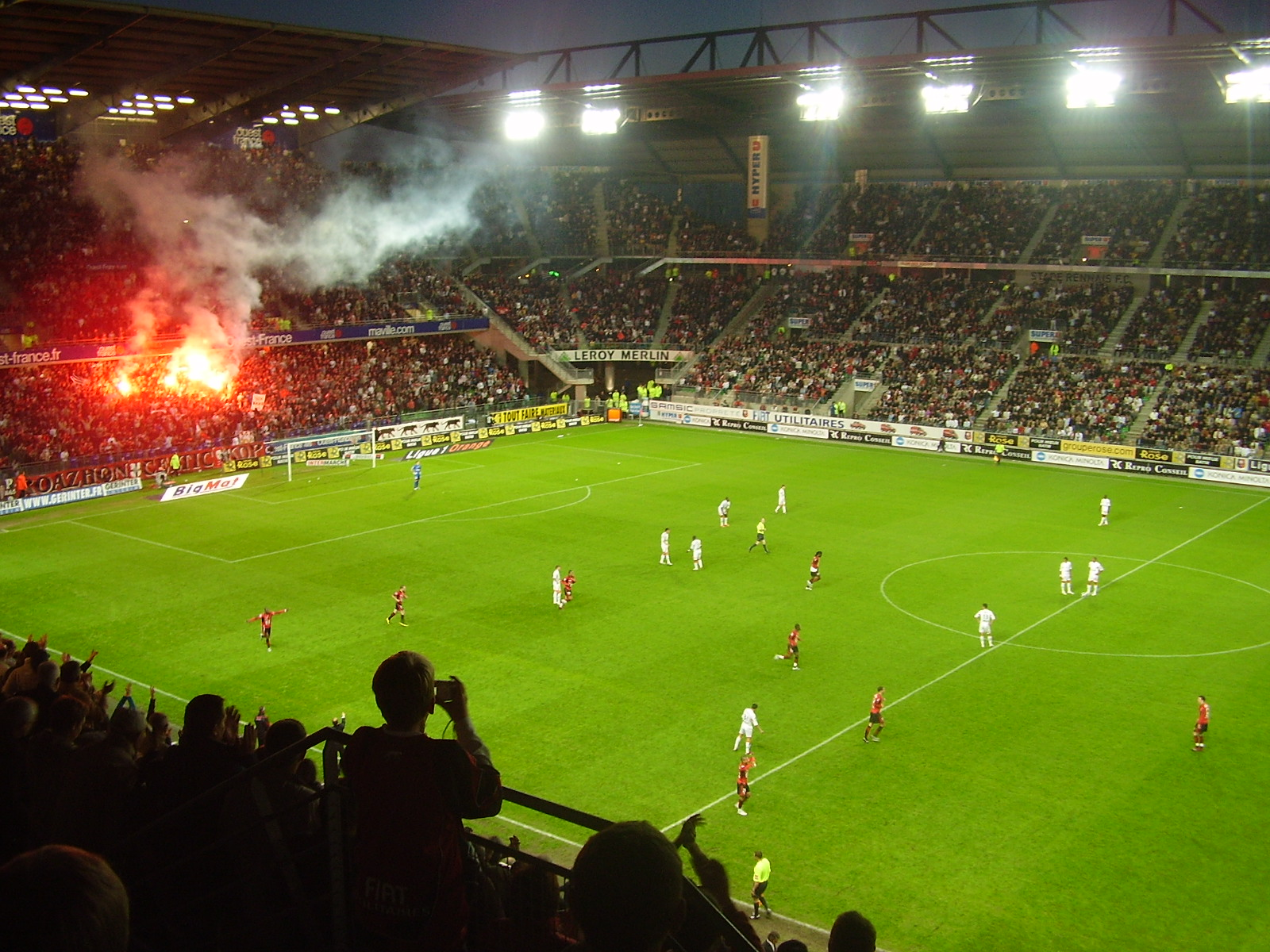
De Roazhon Celtic Kop in het Roazhon Park.

### Voetbal
- Stade Rennais is de professionele voetbalclub van Rennes en speelt in het Roazhon Park. De club speelt meestal in Ligue 1, het hoogste Franse niveau.

### Handbal
- Cesson-Rennes-Métropole handball speelt in division 1 met als thuisbasis Cesson-Sévigné.

### Rugby
Rennes is de thuishaven van Stade Rennais Rugby, een vrouwen rugbyteam dat speelt in Championnat de France de rugby à XV féminin, de hoogste nationale rugbycompetitie voor vrouwen in Frankrijk. Rennes is ook de thuishaven van REC Rugby, een mannenteam dat uitkomt in Fédérale 1, de vierde divisie van de Franse rugby clubcompetitie en de hoogste amateurcompetitie.

### Wielrennen
De Grote Prijs van Rennes of GP Rennes was een wielerwedstrijd rondom de stad Rennes die doorgaans in de eerste week van april werd verreden. De laatste editie vond plaats in 2008.
Rennes was zestien keer etappeplaats in de wielerkoers Ronde van Frankrijk. Onder meer Rik Van Steenbergen, Greg LeMond en de laatste ritwinnaar Serhij Hontsjar wonnen in Rennes een etappe.

## Geografie
De oppervlakte van Rennes bedroeg op 1 januari 2022 50,39 vierkante kilometer; de bevolkingsdichtheid was toen 4.521,3 inwoners per km².
De onderstaande kaart toont de ligging van Rennes met de belangrijkste infrastructuur en aangrenzende gemeenten.

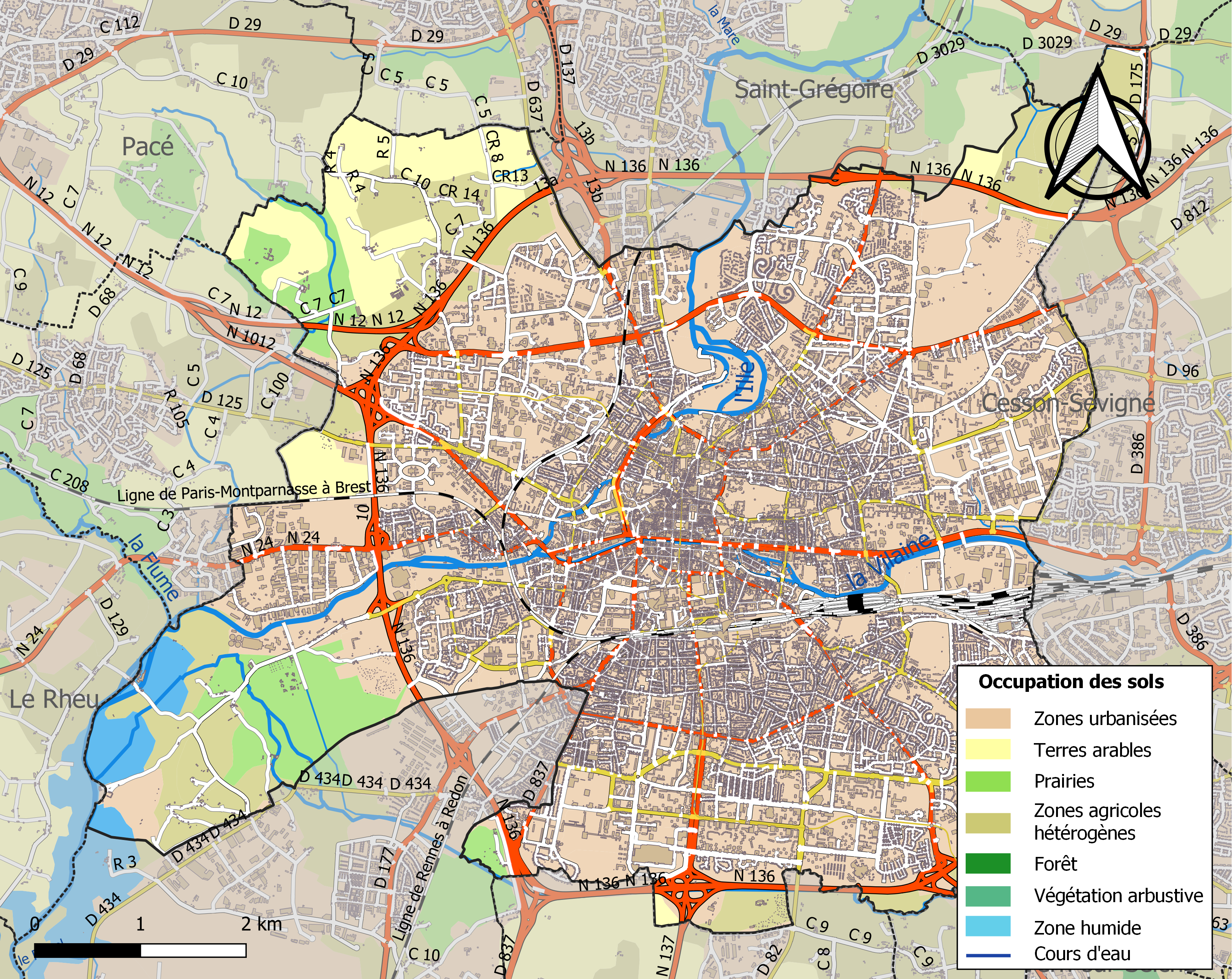

## Demografie
Onderstaande figuur toont het verloop van het inwoneraantal van Rennes vanaf 1962.

## Trivia
Een culinaire specialiteit van Rennes zijn pannenkoekjes (Frans: galettes) van boekweitmeelbeslag. Vaak worden die opgerold en gevuld met worst geserveerd.

## Stedenbanden
- Exeter, Verenigd Koninkrijk, sinds 1957
- Rochester, Verenigde Staten, sinds 1958
- Brno, Tsjechië, sinds 1965
- Erlangen, Duitsland, sinds 1964
- Sendai, Japan, sinds 1967
- Leuven, België, sinds 1980
- Cork, Ierland, sinds 1982
- Jinan, Volksrepubliek China, sinds 1985
- Almaty, Kazachstan, sinds 1991
- Poznań, Polen, sinds 1998
- Sibiu, Roemenië, sinds 1999
- Sétif, Algerije

## Geboren
- Félix Julien Jean Bigot de Préameneu (1747-1825), politicus
- Paul Dupont des Loges (1804-1886), bisschop van Metz
- Paul Féval (1816-1887), schrijver
- Georges Boulanger (1837-1891), generaal en politicus
- Charles Vanel (1892-1989), acteur
- Robert Vattier (1906-1982), acteur
- Marcel Bozzuffi (1929-1988), acteur
- Monique Renault (1939), animator
- Marc Gomez (1954), wielrenner
- Éric Caravaca (1966), acteur
- Stéphane Brizé (1966), filmregisseur
- Laurent Madouas (1967), wielrenner
- Damien Guillon (1961), klassiek zanger
- Stéphane Heulot (1971), wielrenner
- Sylvain Ripoll (1971), voetbaltrainer
- Julien Simon (1985), wielrenner
- Armindo Fonseca (1989), wielrenner
- Clarisse Agbegnenou (1992), judoka
- Lindsay Rose (1992), voetballer
- Brieuc Rolland (2003), wielrenner